# サネレ・ノハンバ
サネレ・ノハンバ（Sanele Nohamba、1999年1月19日 - ）は、ジャパンラグビーリーグワンの静岡ブルーレヴズに所属するラグビーユニオン選手。

## 経歴
2016年、南アフリカ共和国学生A代表、2017年に南アフリカ共和国学生代表に選ばれた。
2019年6月、U20南アフリカ共和国代表としてワールドラグビーU20チャンピオンシップに出場。2トライ、7コンバージョン、3ペナルティで33得点を獲得した。
2019年7月、シャークスでスクラムハーフ交代選手として、カリーカップへのデビューを果たした。
2021年6月、ブリティッシュ・アンド・アイリッシュ・ライオンズの南アフリカへの遠征にともない、南アフリカ共和国代表候補となったが、出場機会はなく、テストマッチデビューは果たせなかった。
2022年5月、ライオンズ および ゴールデン・ライオンズに移籍した。
2024年6月、ユナイテッド・ラグビー・チャンピオンシップ2024の最優秀選手に選ばれた。
2025年2月25日、ライオンズとゴールデン・ライオンズを退団し、ジャパンラグビーリーグワンの静岡ブルーレヴズへの加入を発表した。静岡ブルーレヴズには、同じく南アフリカ共和国出身でライオンズから移籍したクワッガ・スミスが主将を務めている。同年3月22日に行われたJAPAN RUGBY LEAGUE ONE第12節交流戦ブラックラムズ東京戦にて途中出場でリーグワン公式戦初出場を果たした。